# Стратерн, Мэрилин
Дама Мэрилин Стратерн (Ann Marilyn Strathern, урождённая Evans; род. 6 марта 1941, Северный Уэльс) — британский антрополог, специалист по социальной антропологии. Специализируется по народностям Папуа-Новой Гвинеи.
Доктор философии (1968), с 1993 по 2008 год William Wyse Professor of Social Anthropology Кембриджского университета, ныне эмерит. Член Британской академии (1987) и иностранный член Американского философского общества (2016). Отмечена Viking Fund Medal (2003) и Huxley Memorial Medal (2004).
Лауреат премии Бальцана (2018).
Вероятно, наиболее известна работой The gender of the gift (1988).

## Биография
После окончания Bromley High School в 1960 году поступила в кембриджский Гертон-колледж, где изучала археологию и антропологию, получила степени магистра (1967) и доктора философии (1968), одновременно работала там же. После Музея археологии и антропологии Кембриджского университета, с 1970 по 1976 год работала в Австралийском национальном университете. С 1976 по 1983 год лектор в Гертон-колледже, а с 1984 по 1985 год — в Тринити-колледже.
С 1985 по 1993 год профессор социальной антропологии Манчестерского университета.
С 1993 по 2008 год кембриджский William Wyse Professor of Social Anthropology, ныне его эмерит-профессор социальной антропологии соответствующего отдела.
C 1998 по 2009 год глава кембриджского Гертон-колледжа, ныне его пожизненный феллоу.
Пожизненный президент (почётный) Association of Social Anthropologists.
Основным местом её полевых исследований являлась Папуа — Новая Гвинея, с 1964 по 2015 год.
Член Европейской академии (1990), иностранный почётный член Американской академии искусств и наук (1996).
Автор Relations (2020).

## Награды и отличия
- Rivers Memorial Medal[англ.], Королевский антропологический институт (1976)
- Viking Fund Medal[англ.], Wenner-Gren Foundation for Anthropological Research (2003)
- Huxley Memorial Medal[англ.], Королевский антропологический институт (2004)
- Медаль 30-летия независимости Папуа — Новой Гвинеи (2005)
- Leverhulme Medal (British Academy)[англ.] (2012)
- Премия Бальцана (2018)

Удостоилась ряда почётных степеней в Великобритании и за границей: в Копенгагене (1994), Оксфорде (2004), Хельсинки (2006), афинском университете «Пантеон» (2006), Дареме (2007), университете Папуа — Новой Гвинеи (2009), Белфасте (2009).
Дама-Командор ордена Британской империи (2001).

## Ключевые работы
- Women in between (1972)
- The gender of the gift (1988)
- Partial Connections (1991)
- After nature (1992)
- Property, substance and effect (1999)
- Kinship, Law and the Unexpected (2005)